# Feel the Beat (chanson des Black Eyed Peas)
Pour les articles homonymes, voir Feel the Beat.
Singles par Black Eyed Peas
Mamacita
(2020) Vida loca
(2020)
Singles par Maluma
ADMV
(2020) Hawái
(2020)
Clip vidéo
[vidéo] « Feel the Beat », sur YouTube
Feel the Beat est une chanson du groupe américain Black Eyed Peas et du chanteur colombien Maluma. Elle est sortie le 19 juin 2020 en tant que troisième single de l'album Translation sous le label Epic Records.

## Composition
Feel the Beat échantillonne la chanson Can You Feel the Beat de Lisa Lisa and Cult Jam. Elle est produite par will.i.am,.

## Crédits
Crédits adaptés depuis Tidal.
Musiciens
- will.i.am (William Adams) – voix
- apl.de.ap (Allan Pineda) – voix, écriture, composition
- Taboo (Jimmy Luis Gomez) – voix, écriture, composition
- Black Eyed Peas – interprètes associés
- Maluma (Juan Luis Londoño Arias) – interprète associé
- Curtis T. Bedeau – écriture, composition
- Brian P. George – écriture, composition
- Lucien J. George – écriture, composition
- Yonatan Goldstein – écriture, composition
- Hugh L. Clarke – écriture, composition
- Paul Anthony George – écriture, composition
- Gerard R. Charles – écriture, composition

Production
- will.i.am – réalisateur
- Dylan "3D" Dresdow – ingénieur du son, mixage audio, mastérisation
- Johnny Goldstein – co-réalisateur
- Mucky – co-réalisateur

## Classements hebdomadaires
| Classements (2020)                       | Meilleure position |
| ---------------------------------------- | ------------------ |
| Argentine (Monitor Latino Anglo)         | 16                 |
| Belgique (Wallonie Ultratip 50)          | 17                 |
| Belgique (Wallonie Ultratop R&B/Hip-Hop) | 30                 |
| Bolivie (Monitor Latino)                 | 18                 |
| Bolivie (Monitor Latino Anglo)           | 6                  |
| Costa Rica (Monitor Latino Anglo)        | 5                  |
| Croatie (HRT)                            | 99                 |
| Espagne (Promusicae)                     | 94                 |
| États-Unis (Latin Airplay)               | 1                  |
| États-Unis (Latin Pop Airplay)           | 21                 |
| France (SNEP Ventes)                     | 144                |
| Guatemala (Monitor Latino Anglo)         | 4                  |
| Mexique (Monitor Latino Anglo)           | 16                 |
| Mexique (Mexico Airplay)                 | 29                 |
| Mexique (Mexico Inglés Airplay)          | 12                 |
| Panama (Monitor Latino)                  | 12                 |
| Panama (Monitor Latino Anglo)            | 2                  |
| Pays-Bas (Single Top 100)                | 105                |
| Salvador (Monitor Latino)                | 10                 |
| Salvador (Monitor Latino Anglo)          | 2                  |
| Suisse (Schweizer Hitparade)             | 74                 |

## Historique de sortie
| Pays   | Date            | Format                       | Label             | Réf.   |
| ------ | --------------- | ---------------------------- | ----------------- | ------ |
| Divers | 19 juin 2020    | - Téléchargement - streaming | Epic              | [ 1 ]  |
| Italie | 17 juillet 2020 | Diffusion radiophonique      | Sony Music Italia | [ 24 ] |